# ارتفاع قعر الرحم

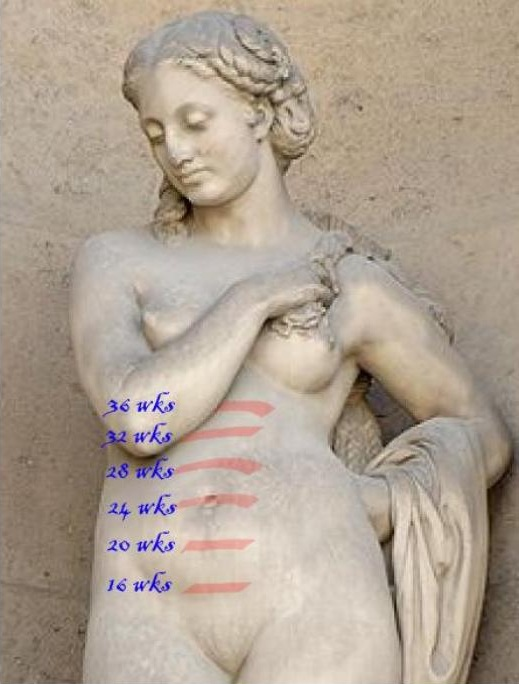
رسم توضيحي لارتفاع قعر الرحم عند نقاط مختلفة أثناء الحمل.

حساب ارتفاع قعر (قاع) الرحم للحوامل يتم لتقييم نمو الجنين والسائل المحيط به أثناء الحمل. يتم قياسه من أعلى ارتفاع قاع الرحم إلى الارتفاق العاني (مجمع عظمين العانة)و يحسب باستعمال السنتيمترأو إذا لم يتوفر يحسب بشكل تقريبي بطول الاصبع. في الممارسة الطبية، يحسب الطول الحقيقي للرحم من أعلى ارتفاع في الرحم إلى أعلى الارتفاق العاني.

## العمر الحملي
أغلب الأطباء يحسبون ارتفاع قاع الرحم في كل زيارة قبل الولادة لقييم نمو الجنين. العمر الحملي مهم ومؤثر على طول ارتفاع الرحم.
- إذا كان العمر الحملي 12 أسبوعا فطبيعيا سيكون ارتفاع قاع الرحم عند الارتفاق العاني (ارتفاق العانة)
- إذا كان العمر الحملي 24 أسبوعا فطبيعيا سيكون ارتفاع قاع الرحم عند سرة البطن
- إذا كان العمر الحملي 36 أسبوعا فطبيعيا سيكون ارتفاع قاع الرحم تحت البروز السيفي من عظمة القص (ناتئ رهابي)
- إذا كان العمر الحملي 37-40 أسبوعا فطبيعيا سيكون ارتفاع قاع الرحم أقل مما كان في 36 أسبوع، 32-36 جزء من متر.

## أسباب قصر ارتفاع قاع الرحم
1. خطأ في حساب العمر الحملي
2. الجنين طبيعي لكن حجمه صغير
3. قلة السائل المحيط بالجنين (قلة السائل السلوي)
4. هبوط الجنين في حوض الأم أسبوعين إلى أربع أسابيع قبل الولادة (طبيعي)
5. عندما يكون الجنين مستلقي في وضعية غير طولية
6. أن يكون الجنين صغير بالنسبة لعمر الحمل (صغير بالنسبة لسن الحمل) أو أنه عنده تخلف في النمو داخل الرحم

## أسباب طول ارتفاع قاع الرحم
1. خطأ في حساب العمر الحملي
2. الجنين طبيعي لكن حجمه كبير (عملقة الجنين)
3. عندما تصاب الام بسكر الحمل (سكري حملي) يكون الجنين كبير الحجم
4. كثرة السائل المحيط بالجين (السائل السلوي) و يسمى بالاستسقاء السلوي
5. عندما يكون الجنين مستلقي بالمقعدة(مجيء مقعدي)
6. عندما يكون الحمل بتوأم فأكثر (ولادات متعددة)
7. عندما يكون حمل عنقودي

كلما كانت الولادة قريبة كلما كان طول قاع الرحم غير دقيق.